# 大井コンテナふ頭

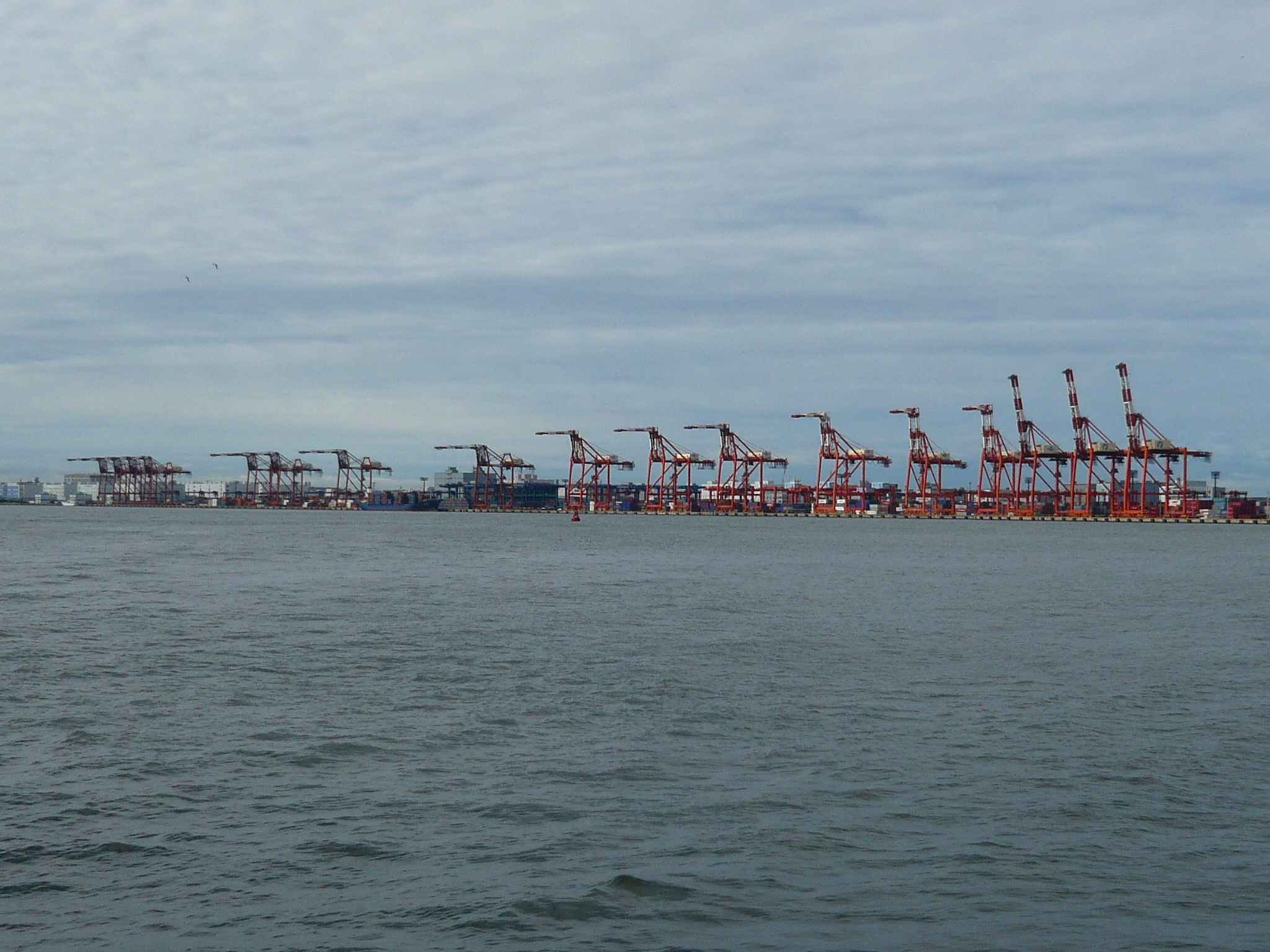
お台場の潮風公園より

大井コンテナふ頭（おおいコンテナふとう）は、東京港のコンテナ埠頭の1つである。東京港で最大のコンテナ埠頭であり、最大の埠頭である。係留数3037隻（港内1位）、総トン数7246万8210トン（港内1位）、取扱貨物量2530万9736トン（港内1位）。大井CTとも。
運営者は東京港埠頭株式会社。

## 施設
大井コンテナ埠頭は青海コンテナ埠頭の約2倍、品川コンテナ埠頭の約12倍の面積をもつ東京港最大のコンテナ埠頭である。大井コンテナ埠頭には南北2354メートルの岸壁があり、南から大井１号（O1）～大井７号（O7）と呼ばれる7つのバースが設けられている。それぞれのバースは総トン数5万トン級に対応している。大井５号(O5)を除いて2バースごとにガントリークレーンが備え付けられており、合計20基が稼動している。大井コンテナ埠頭のガントリークレーンは全てが16列から18列に対応したスーパー・ガントリークレーンであり、大井５号(O5)を除いて2バースごとに5～6機が備え付けられている。また大井１号(O1)・大井２号(O2)バースのクレーンは今後20列対応のメガ・ガントリークレーンに交換される予定である。このクレーンはトラックが運んできたコンテナ（最大61トン）を2つずつ持ち上げて（ツインリフトスプレッダ）、海側に最大58メートル移動し、貨物船の甲板に横に20列置き、上にも何段か積み上げる。1箇所が終わったらクレーンはレール上を移動して隣で積み込みを行う。大井コンテナ埠頭のクレーンは直立式ではなく、クレーンを使用しない時は羽田空港の飛行機にぶつからないように上部を折りたたむ中折れ機構が付いている。クレーンの後ろはコンテナ置き場（コンテナヤード）になっており、コンテナの整理は合計69基のトランスファークレーンやその他のトップリフターなどで行う。なお大井３号(O3)～大井５号(O5)のバースは耐震工事が完了している。

## 実績
2012年に大井コンテナふ頭に係留した船は3037隻であり、総トン数は7246万8210トンに及ぶ。これは東京港の総係留数の12％・総トン数の44％に相当し、東京港で第一位の座を占めている。大井コンテナふ頭は特に総トン数において第2位の青海コンテナ埠頭（24％）を大きく引き離している。大井コンテナふ頭に係留した船の72％は輸出入のための外航船である。外航船の大きさは平均3万3006トンで、一ヶ月に平均182隻が係留する。内航船の大きさは平均677トンで、一ヶ月の平均係留数は72隻である。取り扱ったコンテナ数は240万3989個（TEU）であり、92％が輸出入である。取り扱った貨物量は2530万9736トンであり、東京港の総貨物量の31%、総コンテナ数の51％に及ぶ。

## 航路
大井コンテナ埠頭に寄航する船舶は中国以外のアジア航路が最も多く（72本/月）、北米（48本/月）と中国（44本/月）が続く。欧州・ニュージーランド・南米も数本ずつあるが、韓国航路はない。

## 改修
もともとは全8バース、岸壁延長2300メートル、水深は13メートルだったが、全8バースを7バースに再編したり、沖へ拡張するなどの再整備が2003年12月に完了し、総延長2,354メートルの岸壁に大型コンテナ船7隻が同時に着岸できるようになった。さらにコンピュータ化されたガントリークレーンがあり、コンテナの搬出・搬入を効率的におこない、正確な荷役が可能。水深15メートル。東京港で最も主要なコンテナ基地で世界有数の規模である。

## 管理
大井コンテナ埠頭は東京港埠頭株式会社が管理している。一方、日本コンテナターミナル会社のようなターミナルオペレーターはZPMC社製のハイブリッド式トランスファークレーンを設置・運用したり、スタッカークレーン方式のコンテナ立体格納庫の設置やゲートシステムの運用などを行っている。

## 施設使用者
|                         | 第1号                                                                         | 第2号                                                                         | 第3号                                                                         | 第4号                                                                         | 第5号                                                                      | 第6号                                         | 第7号                                         |
| ----------------------- | ----------------------------------------------------------------------------- | ----------------------------------------------------------------------------- | ----------------------------------------------------------------------------- | ----------------------------------------------------------------------------- | -------------------------------------------------------------------------- | --------------------------------------------- | --------------------------------------------- |
| 借受者                  | 川崎汽船                                                                      | 川崎汽船                                                                      | 商船三井                                                                      | 商船三井                                                                      | ワンハイラインズ                                                           | 日本郵船                                      | 日本郵船                                      |
| ターミナル オペレーター | ダイトーコーポレーション                                                      | ダイトーコーポレーション                                                      | 宇徳                                                                          | 宇徳                                                                          | 東海運                                                                     | ユニエックスNCT                               | ユニエックスNCT                               |
| 主な運航船社            | ONE, 陽明海運, 新海豊集装箱運輸有限公司, 寧波遠洋運輸有限公司, ハパックロイド | ONE, 陽明海運, 新海豊集装箱運輸有限公司, 寧波遠洋運輸有限公司, ハパックロイド | ONE, APL, 現代商船,マースク,OOCL, MccTransport, ハパックロイド, 陽明海運, MSC | ONE, APL, 現代商船,マースク,OOCL, MccTransport, ハパックロイド, 陽明海運, MSC | ワンハイラインズ, ONE, インターエイシアライン, 中外運集装箱運輸(Sinotrans) | ONE, ハパックロイド, OOCL, 徳翔海運, 現代商船 | ONE, ハパックロイド, OOCL, 徳翔海運, 現代商船 |

## 交通

### 道路
- 東京都道316号日本橋芝浦大森線
- 首都高速湾岸線

目黒通り

### バス
- 品川駅港南口発
  - ［品98甲］ 大田市場行 ※休日は大田市場北門止まり
  - ［品98乙］ 大井埠頭バンプール前行（都営） ※平日朝と土曜1本のみ
- 大井町駅中央口発
  - ［井98］ 大井水産物埠頭行 ※平日朝夕のみ

## 周辺
大井コンテナふ頭の隣には品川コンテナ埠頭があり、対岸はお台場・青海コンテナ埠頭がある。
- コンテナふ頭公園
- みなとが丘ふ頭公園
- 大井水産物ふ頭
- 東京税関大井出張所
- 大井車両基地
- 東京貨物ターミナル駅
- 大田市場

## 関連文献
- 渡邊大志「東京港における大井埠頭建設の都市史的位置」『日本建築学会計画系論文集』第77巻第679号、日本建築学会、2012年、2251-2257頁、doi:10.3130/aija.77.2251。